# 林孝程
林孝程（1999年11月30日—），是臺灣的棒球運動員，目前效力於中華職棒味全龍，守備位置為外野手。由於腳程快，因此其暱稱為「音速小子」。

## 生平
高中就讀高苑工商，大學則就讀南華大學。2019年參加新球隊味全龍的測試會，3個打數中有1支安打，另外有1次四壞球保送。測試通過後報名參加中華職棒選秀會，並在第13輪第48順位被味全龍隊選中，因此開啟職棒生涯，並同時和該屆選秀會中一起被味全龍隊選中的南華大學校友進行簽約記者會。
2019年12月，隨隊參加亞洲冬季棒球聯盟，並在該屆賽會中跑出6次盜壘，成為盜壘王。
2020年，整季隨著新球隊味全龍打一年二軍，其中跑出32次盜壘，一舉打破二軍紀錄；在打擊方面，出賽77場比賽擊出84支安打，打擊率0.365。
2021年，在前一季末因腳傷趕不上開季，直到7月13日才首次在一軍出賽，由於8月時又因為被回傳球打到頭導致必須下二軍休養，因此該季只出賽31場比賽，22支安打，打擊率0.247。
2023年，出賽數大幅增加，但在8月20日的比賽中跑壘得分時突然感到身體不適，因而遭到換下場，也到醫院做檢查，所幸無大礙。而該年也出賽101場比賽，有21次盜壘、打擊率0.258，是進入職棒後最佳成績。

## 職棒生涯成績
| 年度 | 球隊   | 出賽 | 打數 | 安打 | 全壘打 | 打點 | 盜壘 | 三振 | 四死 | 壘打數 | 雙殺打 | 打擊率 | 上壘率 | 長打率 | OPS   |
| ---- | ------ | ---- | ---- | ---- | ------ | ---- | ---- | ---- | ---- | ------ | ------ | ------ | ------ | ------ | ----- |
| 2021 | 味全龍 | 31   | 89   | 22   | 1      | 4    | 8    | 18   | 9    | 31     | 2      | 0.247  | 0.316  | 0.348  | 0.664 |
| 2022 | 味全龍 | 38   | 90   | 18   | 0      | 2    | 3    | 24   | 9    | 23     | 1      | 0.200  | 0.273  | 0.256  | 0.529 |
| 2023 | 味全龍 | 101  | 299  | 77   | 1      | 33   | 21   | 71   | 31   | 97     | 8      | 0.258  | 0.324  | 0.324  | 0.648 |
| 2024 | 味全龍 | 64   | 181  | 45   | 0      | 16   | 11   | 40   | 16   | 56     | 5      | 0.249  | 0.305  | 0.309  | 0.614 |
| 合計 | 4年    | 234  | 659  | 162  | 2      | 55   | 43   | 153  | 65   | 207    | 16     | 0.246  | 0.311  | 0.314  | 0.625 |

## 特殊事蹟
- 2021年10月26日，對戰中信兄弟隊，十局下面對官大元擊出中右外野再見全壘打，同時為生涯首支全壘打[4]。

## 外部連結
- 林孝程在台灣棒球維基館上的頁面（繁體中文）
- 林孝程在中華職棒官網
- 林孝程在Baseball-Reference.com（小聯盟以及海外聯盟）（英语）